# Yendia bredoi
Yendia bredoi är en insektsart som beskrevs av Henri Schouteden 1940. Yendia bredoi ingår i släktet Yendia och familjen gräshoppor. Inga underarter finns listade i Catalogue of Life.